# Hécourt (Oise)
Hécourt település Franciaországban, Oise megyében. Lakosainak száma 149 fő (2022. január 1.). Hécourt Buicourt, Escames, Hannaches, Saint-Quentin-des-Prés és Ferrières-en-Bray községekkel határos.

## Népesség
A település népességének változása:
| Lakosok száma | 153  | 157  | 160  | 155  | 153  | 153  | 153  | 153  | 149  |
|               | 2013 | 2015 | 2016 | 2017 | 2018 | 2019 | 2020 | 2021 | 2022 |